# Jisra'el Eldad
Jisra'el Eldad (hebrejsky ישראל אלדד) (žil 11. listopadu 1910 – 22. ledna 1996) byl izraelský revizionistický filozof, zakládající člen a ideový vůdce Lechi.

## Biografie
Narodil se jako Israel Scheib roku 1910 ve východní Haliči (v dnešním ukrajinském Pidvoločysku) v tradiční židovské rodině. Studoval na rabínském semináři ve Vídni a na vídeňské univerzitě. Univerzitu zakončil doktorátem, ale seminář nedostudoval. Vyučoval na tehdejší Michlalat Jehuda ve-Šomron (dnes Arielská univerzita).
Je po něm pojmenována osada Kfar Eldad.